# Саша Герстнер
Саша Герстнер (на немски: Sascha Gerstner) е германски музикант, китарист на пауър метъл групата Хелоуин.

## Биография
Саша е роден на 2 април 1977 г. в Германия. Занимава се с музика от 6-годишен. Когато става на 17 години, основава групата Фрийдъм Кол заедно с Крис Бей и Дан Цимерман. Той напуска групата през 2001 г., след като е издал три албума с тях.
През 2002 г. мениджърът на Хелоуин запознава Саша с Михаел Вайкат, който е в спор с тогавашния китарист на групата Роланд Грапов. Малко по-късно Роланд напуска групата. На негово място веднага идва Саша.

## Дискография
с Фрийдъм Кол
- Stairway to Fairyland (1999)
- Taragon (1999)
- Crystal Empire (2001)

с Хелоуин
- Rabbit Don't Come Easy (2003)
- Keeper of the Seven Keys: The Legacy (2005)
- Gambling with the Devil (2007)
- 7 Sinners (2010)
- Straight out of Hell (2013)